# كريل ليلي
كريل ليلي أو كريل ليلي (الاسم العلمي:Nyctiphanes) هو جنس من الحيوانات البحرية يتبع فصيلة الكريلية من رتبة الكريليات.

## أنواع
- كريل جنوبي (الاسم العلمي:Nyctiphanes australis)
- كريل رأس الرجاء (الاسم العلمي:Nyctiphanes capensis)
- كريل كوشي (الاسم العلمي:Nyctiphanes couchii)
- كريل بسيط (الاسم العلمي:Nyctiphanes simplex)